# Сидоров, Владимир Алексеевич
Сидоров Владимир Алексеевич (1904 — 1975) — советский композитор, пианист-аккомпаниатор Вадима Козина. Позднее стал руководителем джаз-ансамбля, также работавшего с Козиным. Автор многих популярных песен, в том числе «Локон матери», «Тайна», «Ласково взгляни», «Дружба». 
Хотя насчёт песни «Дружба» («Когда простым и нежным взором…») есть версия, что Сидоров — автор аранжировки этой песни для Вадима Козина, а автором музыки является Поль Марсель Русаков. 
Песни Владимира Сидорова с большим успехом исполнялись на эстраде многими певцами.